# Trần Mẫn Nhĩ
Trần Mẫn Nhĩ (tiếng Trung: 陈敏尔; bính âm Hán ngữ: Chén Mǐn'ěr; sinh ngày 29 tháng 9 năm 1960) là người Hán, chính trị gia nước Cộng hòa Nhân dân Trung Hoa. Ông là Ủy viên Bộ Chính trị Đảng Cộng sản Trung Quốc khóa XX, khóa XIX, Ủy viên Ủy ban Trung ương Đảng Cộng sản Trung Quốc khóa XVIII, hiện là Bí thư Thành ủy Thiên Tân. Ông từng là Bí thư Thành ủy Trùng Khánh; Bí thư Tỉnh ủy tỉnh Quý Châu, Chủ nhiệm Ủy ban Thường vụ Nhân Đại kiêm Bí thư thứ nhất Quân ủy Quân khu Quý Châu; Phó Bí thư Tỉnh ủy, Bí thư Đảng tổ, Tỉnh trưởng Chính phủ Nhân dân tỉnh Quý Châu.
Trần Mẫn Nhĩ là Đảng viên Đảng Cộng sản Trung Quốc, học vị Cử nhân Trung văn, Thạc sĩ Luật học. Ông đã trải qua phần lớn sự nghiệp của mình ở tỉnh Chiết Giang và được coi là chính trị gia thân tín của Nhà lãnh đạo Tập Cận Bình trong giai đoạn làm việc tại tỉnh Chiết Giang. Thời gian Tập Cận Bình phụ trách tỉnh Chiết Giang giai đoạn 2002 đến năm 2007, ông giữ vị trí Bộ trưởng Bộ Tuyên truyền Tỉnh ủy Chiết Giang. Năm 2015, khi được chỉ định làm Bí thư Tỉnh ủy tỉnh Quý Châu, ông trở thành một trong những Bí thư Tỉnh ủy trẻ nhất Trung Quốc. Năm 2017, trước thềm đại hội Đảng Cộng sản Trung Quốc khóa XIX, Trần Mẫn Nhĩ được bổ nhiệm làm Bí thư thành ủy Trùng Khánh, một trong 4 thành phố trực thuộc trung ương của Trung Quốc thay cho ông Tôn Chính Tài.

## Xuất thân và giáo dục
Trần Mẫn Nhĩ là người Hán sinh tháng 9 năm 1960 tại huyện Chư Kỵ, nay là thành phố cấp phó địa khu Chư Kỵ, địa cấp thị Thiệu Hưng, thuộc tỉnh Chiết Giang, Cộng hòa Nhân dân Trung Hoa. Ông lớn lên và tốt nghiệp phổ thông ở địa phương. Năm 1978 đến năm 1981, ông theo học ngành ngôn ngữ tại Đại học Sư phạm Thiệu Hưng, tốt nghiệp Cử nhân chuyên ngành Trung văn. Tháng 9 năm 1982, ông được kết nạp Đảng Cộng sản Trung Quốc. Năm 1995 đến năm 1998, ông theo học chuyên ngành luật học lớp nghiên cứu sinh tại chức ở Trường Đảng Trung ương Đảng Cộng sản Trung Quốc.

## Sự nghiệp

### Các giai đoạn
Sau khi tốt nghiệp đại học, ông làm việc cho chính quyền thành phố Thiệu Hưng, một thành phố trực thuộc tỉnh Chiết Giang. Tháng 9 năm 1982, ông gia nhập Đảng Cộng sản Trung Quốc. Năm 1983 đến năm 1984, ông là giáo viên lý luận tại Trường Đảng Thành ủy Thiệu Hưng, tỉnh Chiết Giang. Năm 1984, Trần Mẫn Nhĩ được điều về công tác tại Ban Tuyên truyền Thành ủy thành phố Thiệu Hưng. Năm 1987, ông được bổ nhiệm giữ chức Ủy viên Ban Thường vụ Huyện ủy Thiệu Hưng, Trưởng Ban Tuyên truyền Huyện ủy huyện Thiệu Hưng. Năm 1989, ông được bổ nhiệm làm Phó Trưởng Ban Tuyên truyền Thành ủy thành phố Thiệu Hưng, tỉnh Chiết Giang.
Năm 1990, Trần Mẫn Nhĩ được luân chuyển giữ chức vụ Phó Bí thư Huyện ủy huyện Thiệu Hưng, tỉnh Chiết Giang. Năm 1991, ông được bổ nhiệm làm Phó Bí thư Huyện ủy Thiệu Hưng, huyện trưởng huyện Thiệu Hưng. Năm 1994, ông được bổ nhiệm giữ chức Bí thư Huyện ủy huyện Thiệu Hưng trực thuộc thành phố Thiệu Hưng, tỉnh Chiết Giang. Năm 1996, ông được bổ nhiệm làm Ủy viên Ban Thường vụ Thành ủy thành phố Thiệu Hưng, Bí thư Huyện ủy huyện Thiệu Hưng. Năm 1997, ông được luân chuyển giữ chức Ủy viên Ban Thường vụ Thành ủy Ninh Ba, Phó Thị trưởng thành phố Ninh Ba, thành phố cảng và trung tâm công nghiệp của tỉnh Chiết Giang. Năm 1999, ông được bổ nhiệm làm Phó Bí thư Thành ủy thành phố Ninh Ba.
Tháng 12 năm 1999, ông được bổ nhiệm làm Bí thư Đảng ủy, Xã trưởng Tập đoàn Báo Nghiệp Nhật báo Chiết Giang. Tháng 6 năm 2001, ông được bổ nhiệm làm Trưởng Ban Tuyên truyền Tỉnh ủy Chiết Giang. Tháng 6 năm 2002, ở 42 tuổi, ông được bầu làm Ủy viên Ban Thường vụ Tỉnh ủy Chiết Giang kiêmTrưởng Ban Tuyên truyền Tỉnh ủy Chiết Giang. Tháng 6 năm 2007, Trần Mẫn Nhĩ được bổ nhiệm giữ chức vụ Ủy viên Ban Thường vụ Tỉnh ủy, Phó Tỉnh trưởng Thường trực Chính phủ nhân dân tỉnh Chiết Giang. Ngày 21 tháng 10 năm 2007, tại Đại hội Đảng Cộng sản Trung Quốc lần thứ 17, ông được bầu làm Ủy viên dự khuyết Ủy ban Trung ương Đảng Cộng sản Trung Quốc khóa 17.

### Quý Châu
Tháng 2 năm 2012, Trần Mẫn Nhĩ được được luân chuyển đến tỉnh Quý Châu, tỉnh nằm ở phía đông nam Trung Quốc làm Phó Bí thư Tỉnh ủy. Ngày 14 tháng 11 năm 2012, tại Đại hội Đảng Cộng sản Trung Quốc lần thứ 18, ông được bầu làm Ủy viên chính thức Ủy ban Trung ương Đảng Cộng sản Trung Quốc khóa XVIII. Tháng 12 năm 2012, ông được bổ nhiệm làm Bí thư tổ Đảng Chính phủ nhân dân tỉnh Quý Châu. Tháng 1 năm 2013, ông được bầu làm Tỉnh trưởng Chính phủ Nhân dân tỉnh Quý Châu, kế nhiệm ông Triệu Khắc Chí được bổ nhiệm làm Bí thư Tỉnh ủy tỉnh Quý Châu. Ngày 31 tháng 7 năm 2015, Trung ương Đảng Cộng sản Trung Quốc quyết định bổ nhiệm Trần Mẫn Nhĩ làm Bí thư Tỉnh ủy tỉnh Quý Châu trở thành một trong những bí thư tỉnh ủy trẻ nhất Trung Quốc. Ngày 30 tháng 1 năm 2016, ông được bầu kiêm nhiệm chức vụ Chủ nhiệm Ủy ban Thường vụ Đại hội đại biểu nhân dân tỉnh Quý Châu.

### Trùng Khánh và Thiên Tân
Ngày 15 tháng 7 năm 2017, Ủy ban Trung ương Đảng Cộng sản Trung Quốc quyết định bổ nhiệm Ủy viên Trung ương Đảng Trần Mẫn Nhĩ làm Bí thư Thành ủy thành phố Trùng Khánh, thành phố Tây Nam Trung Quốc thay thế Tôn Chính Tài người bị Ủy ban Kiểm tra Kỷ luật Trung ương Đảng Cộng sản Trung Quốc điều tra vì "vi phạm kỷ luật nghiêm trọng", từ dùng chỉ quan chức bị điều tra tham nhũng. Ngày 24 tháng 10 năm 2017, tại phiên bế mạc Đại hội Đảng Cộng sản Trung Quốc lần thứ XIX, Trần Mẫn Nhĩ được bầu làm Ủy viên Ủy ban Trung ương Đảng Cộng sản Trung Quốc khóa XIX. Ngày 25 tháng 10 năm 2017, Ủy ban Trung ương Đảng Cộng sản Trung Quốc khóa XIX tiến hành Hội nghị toàn thể lần thứ nhất, bầu ông làm Ủy viên Bộ Chính trị Đảng Cộng sản Trung Quốc. Ngày 8 tháng 12, ông miễn nhiệm chức vụ ở Trùng Khánh, tới Thiên Tân nhậm chức Bí thư Thành ủy Thiên Tân.